# Mareil-sur-Loir
Mareil-sur-Loir è un comune francese di 623 abitanti situato nel dipartimento della Sarthe nella regione dei Paesi della Loira.

## Società

### Evoluzione demografica
Abitanti censiti